# Ventabren
Ventabren är en kommun i departementet Bouches-du-Rhône i regionen Provence-Alpes-Côte d'Azur i sydöstra Frankrike. Kommunen ligger  i kantonen Pélissanne som ligger i arrondissementet Aix-en-Provence. År 2022 hade Ventabren 5 613 invånare.

## Befolkningsutveckling
Antalet invånare i kommunen Ventabren
Referens:INSEE

## Galleri

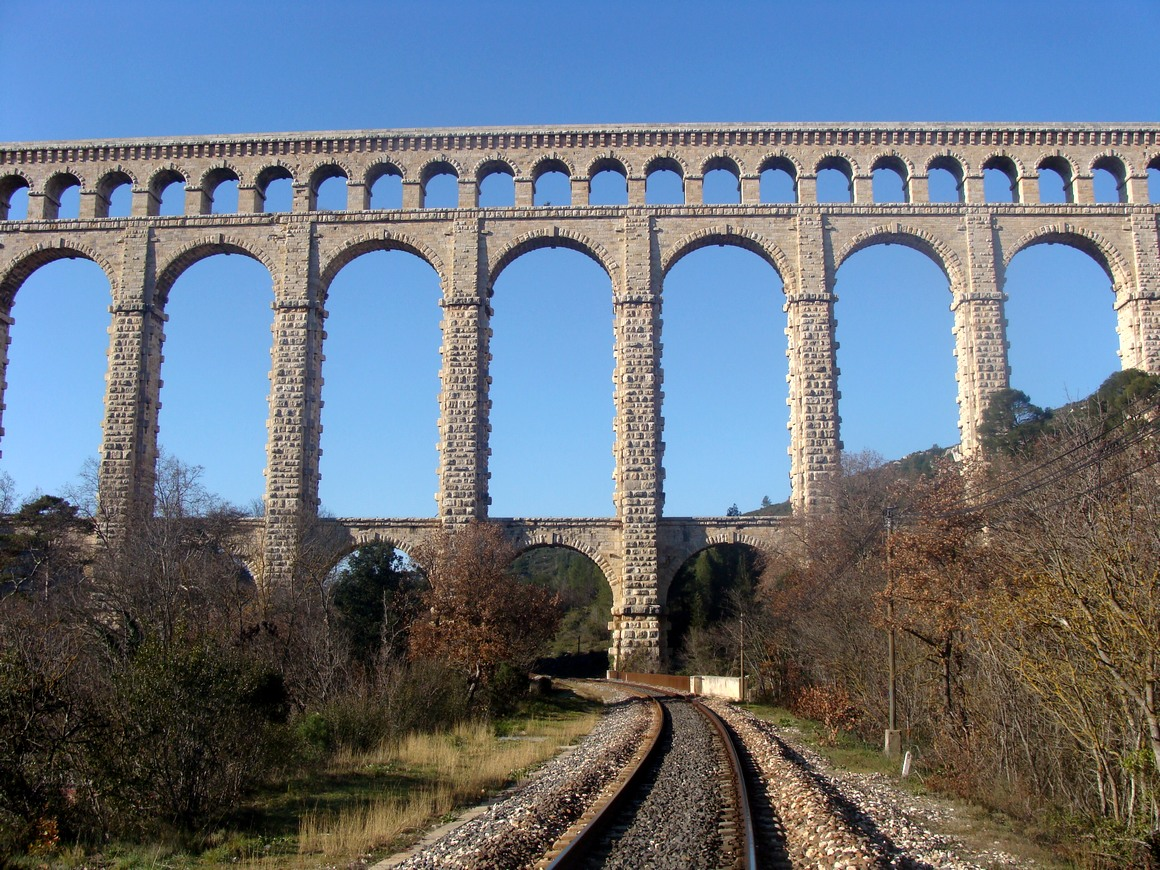
Roquefavour akvedukten vid Ventabren.
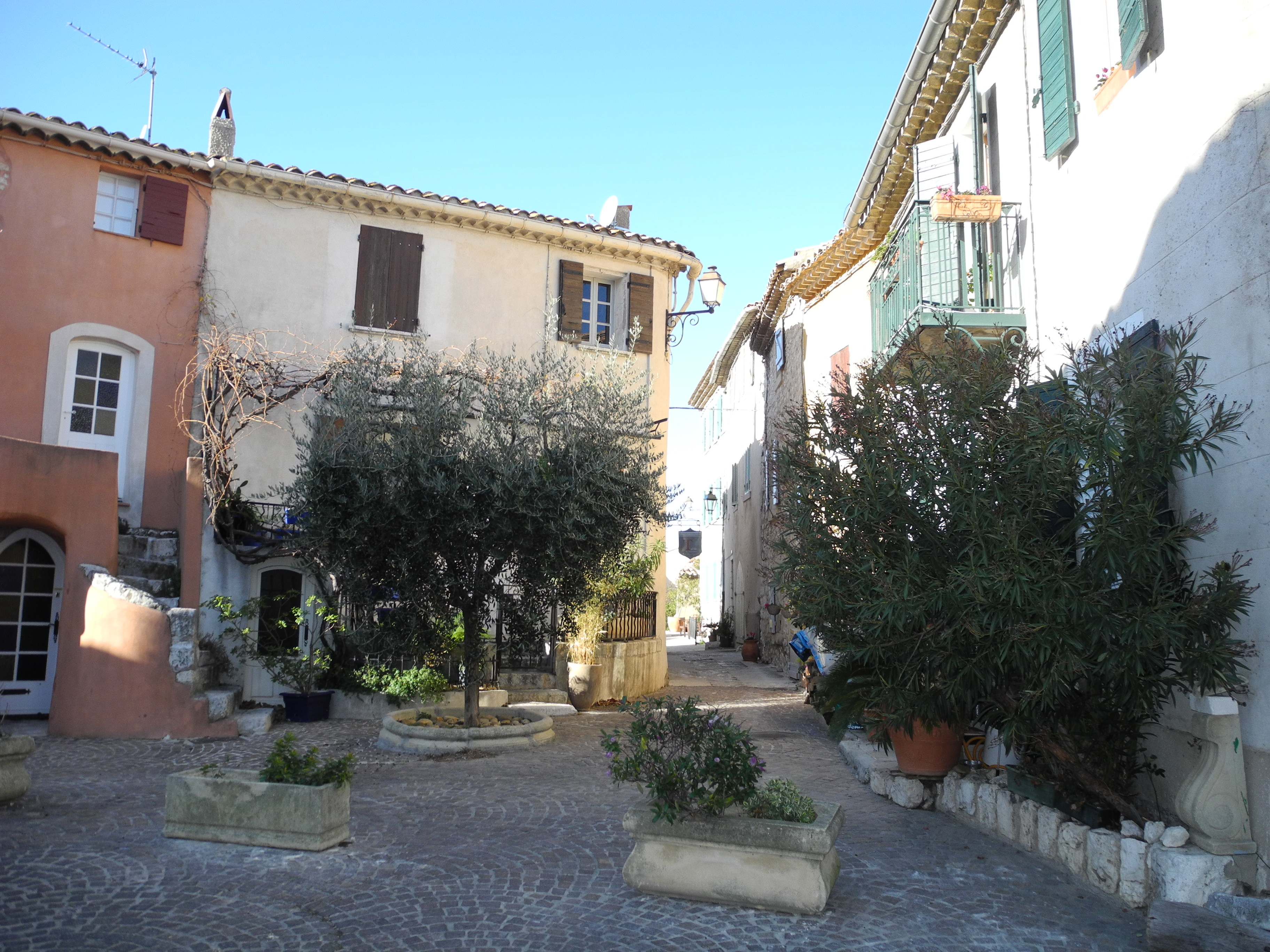
Rue Frédéric Mistral
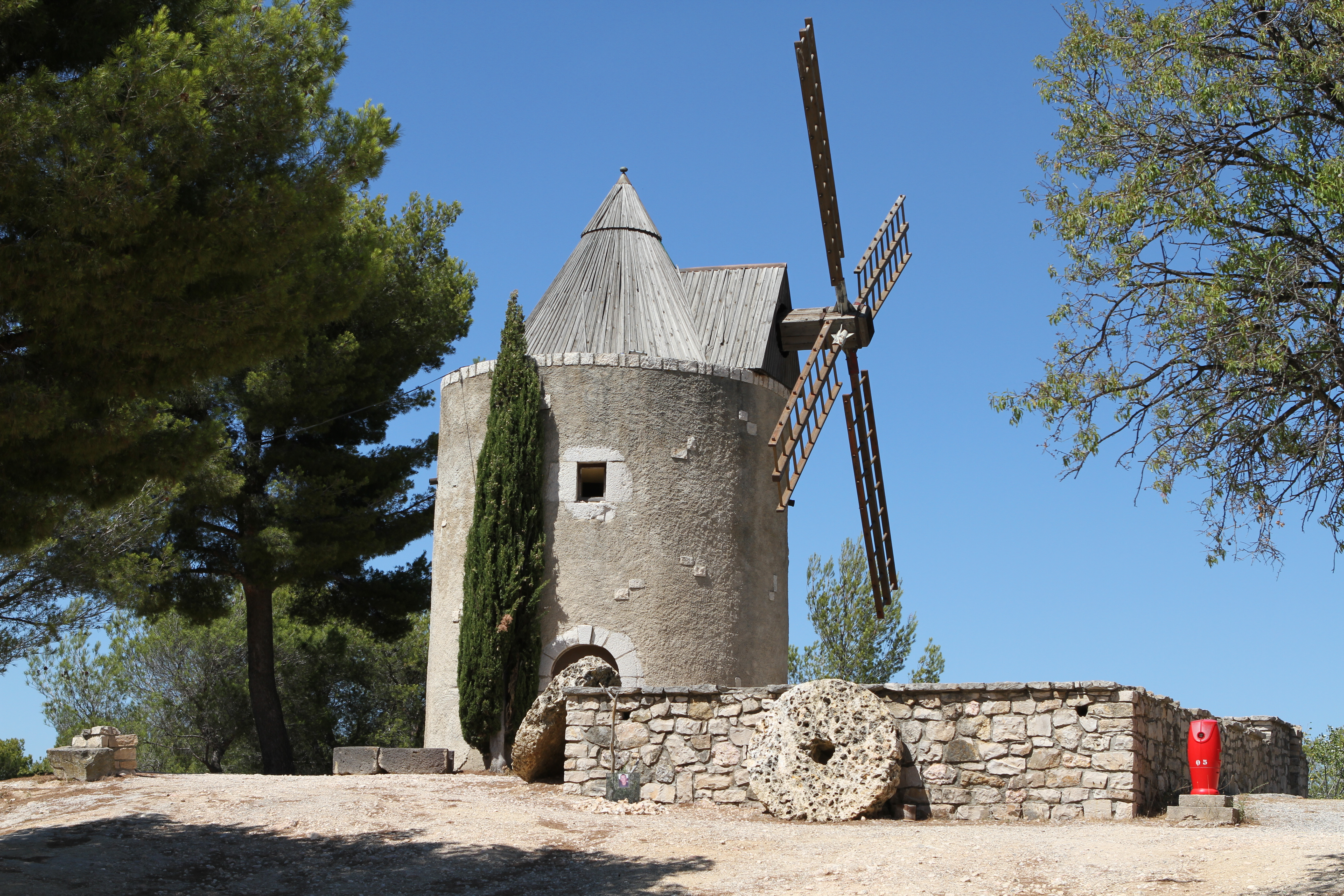
Väderkvarn.
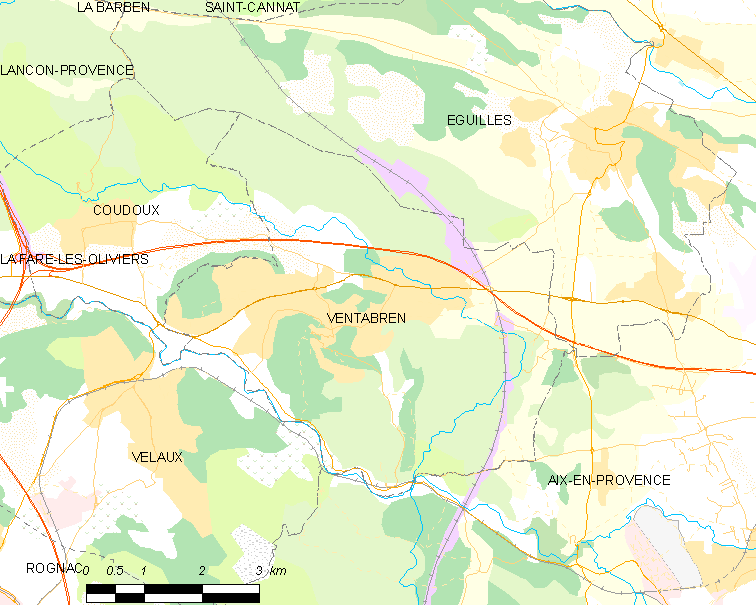
Detaljkarta över kommunen.